# Анастасија Карпова
Анастасија Карпова (рус. Анастасия Карпова; Балаково, 2. новембар 1984) је руска певачица, бивша чланица групе Серебро. Групи се придружила након што ју је Марина Лизоркина напустила 2009.

## Биографија

### Детињство и младост
Анастасија се родила 2. новембра 1984. у Балакову, Саратовска област, СССР. Иако се од детињства занимала за музику, на почетку је била одана плесу и била је члан балетске трупе "Уличный Джаз". Такође је похађала часове певања да би се касније одлучила за певачку каријеру.

## Серебро
18. јуна 2009, објављено је да је Марина Лизоркина напустила групу Серебро, са којом је представљала Русију на Песми Евровизије 2007.. Продуцент Максим Фадејев, отворио је аудицију на којој су тражили новог члана групе. Карпова се групи придружила убрзо након Лизоркиног одласка. На концерту у Санкт Петербургу, 27. септембра 2013. Карпова је изјавила да ће то бити и њен последњи као чланице групе Серебро. Ипак, након што је групу напустила и Јелена Темњикова због здравствених проблема, Анастасија се привремено враћа у групу како би Серебро на концертима наступао у тројном саставу.

## Дискографија
- С тобой (2014)
- Мама (2014) - дует са Стеном
- Разорву (2015)
- Лети (2015)
- Согреться (2016)